# منصور الخرقاوي
منصور منصور يوسف الخرقاوي (1925 - 2005)، شاعر كويتي، وأحد أكبر شعراء العامية في الكويت ومن أوائل الذين كتبوا الأغنية الكويتية الحديثة.

## حياته
توفي والده وهو جنين في بطن أمه فتعهده جده لأمه عبد الرحمن سليمان الرباح. تعلم في المدرسة المباركية ومدرسة الملا مرشد والمدرسة الأحمدية ثم ترك المدرسة وهو في السادسة عشر من عمره. عمل في البناء مدة طويلة ثم عمل في دائرة الشؤون الاجتماعية والعمل منذ العام 1958م في مركز الفنون الشعبية الذي أصبح تابعاً لوزارة الإعلام فيما بعد. كان يقرأ كتب التراث وغيرها وبعد اعتماد القراءة أصبح يتردد على المكتبة العامة وفيها كان يلتقي بالأدباء والقراء والأساتذة الكويتيون وغيرهم، وكان يستمع ويستمتع بالأحاديث وما تدور من المناقشات الأدبية التي تطرح في المنتديات الثقافية. وقد قرأ الكثير من كتب الشعر والأدب وكان من عادته أن يسجل ملاحظات حول ما يقرأ.

## سيرته الشعرية
له قراءات وصداقات ومساجلات كثيرة مع العديد من شعراء الكويت الشعبيين القدامى، سافر إلى العديد من الدول العربية وفي عام 1964م زار مصر ومن هناك تزوج ولكن حياته الزوجية لم تدم طويلاً حيث توفيت زوجته في 1976م، وقد أنجب منها: بدر ومنى وهناء. وقد حزن لوفاة زوجته كثيراً وظل وفياً لها ولم يتزوج بعدها، وقد نظم الكثير من القصايد في رثائها.
شاعر شعبي كبير، وأحد أبرز شعراء العامية المتميزين في الكويت، له مساجلات ومطارحات وردود شعرية مع عدد من الشعراء سواء شعراء الفصحى أو العامية، ومن أهم تلك المطارحات والردود ما دار بينه وبين الشاعر المبدع الدكتور خليفة الوقيان، ورد عليه بقصائد بليغة باللهجة العامية، وما دار بينه وبين الشاعر عبد الله الدويش وغيره من زملائه الشعراء الشعبيين.

## أفكاره
يعد الشاعر منصور الخرقاوي من أكثر الشعراء الشعبيين جرأة في طرح أفكاره ونقده للأوضاع الاجتماعية والاقتصادية وغيرها. وله في ذلك قصائد جريئة ولاذعة أحياناً.
من أشعاره البحرية «حنين الموج»
يقول عنه خالد سالم الباحث في التراث إنه شاعر شعبي مخضرم وأحد أكبر شعراء العامية المتميزين في الكويت ومن أوائل الشعراء الذين كتبوا الأغنية الكويتية الحديثة وله الكثير من الأغاني والسامريات.
فاستأذن منه بعض الملحنين أن يقوموا بتلحين قصائده، ولعل أشهر الأغاني الخالدة التي كتبها هي أغنية «جودي» التي قام بتلحينها حمد الرجيب وغناها الفنان الراحل غريد الشاطئ. وقبل ذلك كتب أغنية «حمام يا اللي على روس المباني» التي غناها أكثر من فنان أولهم الفنان الكويتي عبد الله بن حميد الذي توفي في منتصف الخمسينات وقد سجلها على أسطوانة، كماغناها الفنان محمود الكويتي والفنان العراقي الشعبي حظيري أبو عزيز بعد أن قام بتغيير بعض كلماتها.
وقام الملحن غنام الديكان بتلحين أغنية من كلماته هي أغنية «حمام شاقني فنه» التي غناها الفنان محمد المسباح، كما غنت له فرقة التلفزيون أغنية «مفتون» التي لحنها الفنان غنام الديكان أيضا.
ولعل البعض لا يعلم بأنه كان رساماً أيضاً، بل ان غلاف ديوان شعره كان من رسمه، إلا أن الشعر استهوى الخرقاوي فأخذ جل
اهتمامه إلى أن أصبح أحد أهم الشعراء الشعبيين في الكويت.

## وفاته
توفي الشاعر منصور الخرقاوي في مستشفيات العاصمة البريطانية في الثاني عشر من شهر أغسطس من عام 2005 بعد صراع مرير مع مرض السرطان.